# Кіновсесвіт Marvel
«Кіновсесвіт Marvel» скорочена назва «КВМ» (англ. Marvel Cinematic Universe, або MCU) — вигаданий всесвіт, серія супергеройських фільмів та серіалів, які засновані на коміксах компанії Marvel і розроблені компанією Marvel Studios. Всесвіт було створено шляхом з'єднання в загальну сюжетну лінію декількох фільмів та серіалів зі спільними акторами та персонажами.
Кіновсесвіт Marvel займає перше місце в списку найбільш прибуткових серій фільмів із загальними зборами понад $29 млрд, а картини «Месники: Завершення», «Месники: Війна нескінченності», «Месники» і «Месники: Ера Альтрона» посідають відповідно друге, п'яте, восьме й одинадцяте місця в списку найкасовіших фільмів за всю історію кінематографу.
У кожному з фільмів або телесеріалів КВМ є відсилання один до одного, що в підсумку об'єднує їх в один всесвіт. Всі інші фільми й телесеріали, засновані на коміксах Marvel, ніяк не пов'язані з цією серією, оскільки зняті іншими компаніями та не мають загальної сюжетної лінії між собою, хоча всі ці герої з одного вигаданого всесвіту в коміксах.

## Створення

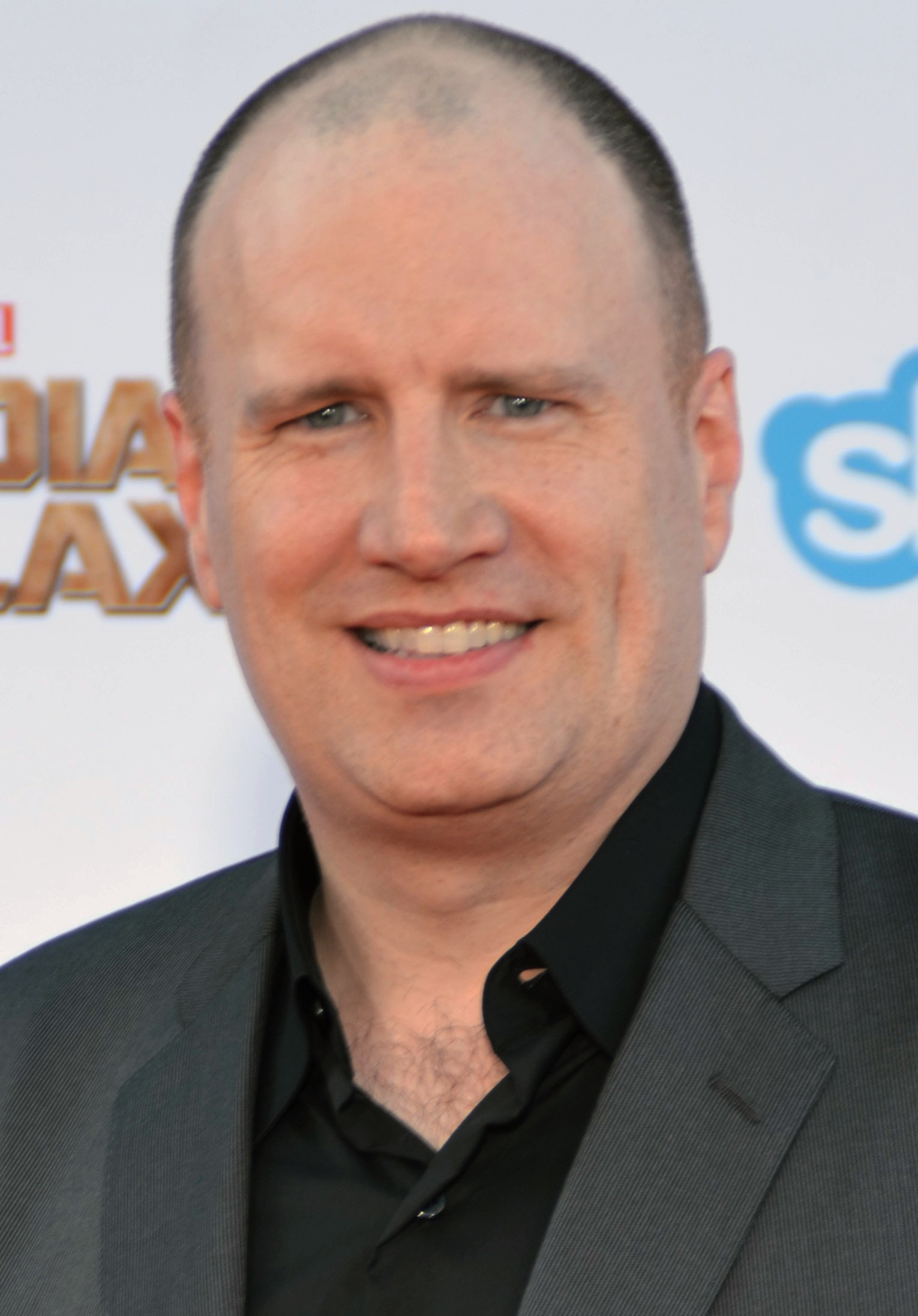
Кевін Файгі — На прем'єрі Вартових Галактики — липень 2014 року

У 2005 році журнал Variety повідомив, що Marvel Studios почне виробляти свої власні фільми та буде поширювати їх через Paramount Pictures. Раніше студія виступала лише в ролі копродюсерів в екранізаціях придуманих ними персонажів (найбільш відомий семирічний договір з 20th Century Fox). Доходи, отримані від даних угод, керівництво Marvel вирішує вкласти у власну узагальнену франшизу, процес створення якої буде повністю під контролем студії. З цією метою було укладено поновлюваний кредитний договір строком на 7 років з Merrill Lynch на суму $525 млн.
«Це одночасно і страшно, і весело. Це щось, чого ніхто ніколи раніше не робив, і саме завдяки цьому духу новизни всі з ентузіазмом приймають такий підхід. Інші режисери не звикли залучати вже ангажованих акторів з інших фільмів, робити прив'язки до певних сюжетних ліній або до місця, але я думаю … всі в підсумку погодилися на це і вважають, що це весело. В основному тому, що ми незмінно продовжуємо стверджувати: фільм, над яким ми працюємо зараз — понад усе. Всі наші „зв'язки“ — все це весело і також буде дуже важливим, якщо ви того захочете. Якщо шанувальники захочуть заглянути далі і побачити глибший зв'язок — він буде там. Є й кілька очевидних „зв'язків“, за якими, ми сподіваємося, зможе слідувати і основна аудиторія. Але … причина, по якій всі режисери погодилися брати участь в цій затії — в тому, що їхні фільми повинні бути конкурентоспроможними самі по собі. Їм потрібен свіжий погляд, унікальний тон, та той факт, що вони можуть бути пов'язані між собою, якщо глядач хоче йти по цих слідах з хлібних крихт — бонус».Оригінальний текст (англ.)
«It is daunting but it’s fun. It’s never been done before and that’s kind of the spirit everybody’s taking it in. The other filmmakers aren’t used to getting actors from other movies that other filmmakers have cast, certain plot lines that are connected or certain locations that are connected, but I think … everyone was on board for it and thinks that it’s fun. Primarily because we’ve always remained consistent saying that the movie that we are making comes first. All of the connective tissue, all of that stuff is fun and is going to be very important if you want it to be. If the fans want to look further and find connections, then they’re there. There are a few big ones obviously, that hopefully the mainstream audience will able to follow as well. But … the reason that all the filmmakers are on board is that their movies need to stand on their own. They need to have a fresh vision, a unique tone, and the fact that they can interconnect if you want to follow those breadcrumbs is a bonus.»
— Кевін Файгі, президент Marvel Studios, про структуру загального кіновсесвіту
Президент Marvel Studios Кевін Файгі згадав, що пропонувалося назвати цю серію фільмів як «Marvel Cinema Universe», але вибрали інший термін — «Marvel Cinematic Universe». Перші фільми поширювалися за допомогою Paramount Pictures та Universal Pictures. Починаючи з 2012 року дистриб'ютором фільмів стає Walt Disney Pictures, купивши до цього часу компанію Marvel Entertainment, яка стала підрозділом The Walt Disney Company.
Компанія The Walt Disney Company 20 березня 2019 року купила 21st Century Fox за $71,3 млрд. До складу 21st Century Fox входить голлівудська кінокомпанія 20th Century Fox — яка своєю чергою володіє правами на героїв коміксів таких як Фантастична четвірка, Люди Ікс, Росомаха, Дедпул, Магнето, Ґамбіт, Кейбл, Срібний Серфер, Доктор Дум, Ґалактус та інші.

## Фільми
У проміжку з 2008 року і дотепер Marvel Studios випустили 37 фільмів кіновсесвіту Marvel (Станом на 25.07.25). Усі вони поділяються на фази, наразі триває шоста фаза. Перші три фази разом відомі як «Сага Нескінченності», а наступні три як «Сага Мультивсесвіту».
- Перша фаза складається з фільмів «Залізна людина» (2008), «Неймовірний Халк» (2008), «Залізна людина 2» (2010), «Тор» (2011), «Перший месник» (2011) та кросовера «Месники» (2012).
- Друга фаза включає кінокартини «Залізна людина 3» (2013), «Тор 2: Царство темряви» (2013), «Перший месник: Друга війна» (2014), «Вартові Галактики» (2014), «Месники: Ера Альтрона» (2015) та «Людина-мураха» (2015).
- «Перший месник: Протистояння» (2016) став першим фільмом Третьої фази, за ним йшли «Доктор Стрендж» (2016), «Вартові Галактики 2» (2017), «Людина-павук: Повернення додому» (2017), «Тор: Раґнарок» (2017), «Чорна пантера» (2018), «Месники: Війна нескінченності» (2018), «Людина-мураха та Оса» (2018), «Капітан Марвел» (2019), «Месники: Завершення» (2019) та «Людина-павук: Далеко від дому» (2019)

- У Четверту фазу входять фільми «Чорна вдова» (2021), «Шан-Чі та легенда десяти кілець» (2021), «Вічні» (2021), «Людина-павук: Додому шляху нема» (2021), «Доктор Стрендж у мультивсесвіті божевілля» (2022), «Тор: Любов і грім» (2022) та «Чорна пантера: Ваканда назавжди» (2022).
- П'ята фаза починається з фільму «Людина-мураха та Оса: Квантоманія» (2023), за яким йдуть «Вартові Галактики 3» (2023), «Марвели» (2023), «Дедпул і Росомаха» (2024), «Капітан Америка: Чудесний новий світ» (2025) та «Громовержці*» (2025).
- Шоста фаза почнеться з фільму «Фантастична четвірка: Перші кроки» (2025), до неї також увійдуть фільми «Людина-павук: Абсолютно новий день» (2026), «Месники: Судний день» (2026) та «Месники: Таємні війни» (2027).

## Телесеріали

### СеріалиMarvel Television
До 2019 року телесеріалами займався підрозділ Marvel Entertainment — Marvel Television. Серіали створювалися для різних телеканалів, сервісів «відео на вимогу» та кабельних мереж. Наразі усі проєкти Marvel Television закриті та не отримають додаткових сезонів.
Хоча події кіновсесвіту Marvel періодично згадуються у телесеріалах Marvel Television, більшість із них заведено вважати неканонічними. Офіційно було підтверджено лише канонічність усіх шести серіалів від Netflix, коли 10 січня 2024 року їх було додано в офіційну хронологію кіновсесвіту Marvel на Disney+.
- На телеканалі ABC транслювалися серіали лінійки «Герої Marvel»: «Агенти Щ.И.Т.» (2013—2020), «Агент Картер» (2015—2016) та «Надлюди» (2017).
- На стрімінг-сервісі Netflix виходили серіали про «Лицарів Marvel», що наразі відомі під назвою «Сага Захисників»: «Шибайголова» (2015—2018), «Джесіка Джонс» (2015—2019), «Люк Кейдж» (2016—2018), «Залізний кулак» (2017—2018), мінісеріал «Захисники» (2017) та «Каратель» (2017—2019).
- Два молодіжні серіали «Втікачі» (2017—2019) та «Плащ і Кинджал» (2018—2019) транслювалися на стрімінг-сервісі Hulu та кабельної мережі Freeform відповідно. А ще один серіал від Hulu, «Гелстром» (2020), спочатку замислювався як початок міні-франшизи «Подорож у Страх».

### СеріалиMarvel Studios
Починаючи з 2019 року серіалами кіновсесвіту Marvel почала займатися напряму студія Marvel Studios та її новоутворений підрозділ Marvel Studios Animation[en]. Через це телесеріали стали більш пов'язаними з фільмами кіновсесвіту, а також серіали стали частиною фаз та саг, як і фільми.
- У Четверту фазу входять серіали: «ВандаВіжен» (2021), «Сокіл та Зимовий солдат» (2021), перший сезон «Локі» (2021), перший сезон анімаційного серіалу «А що як…?» (2021), «Соколине око» (2021), «Місячний лицар» (2022), «Міз Марвел» (2022) та «Жінка-Галк: Адвокатка» (2022). Частиною фази також є спецвипуски «Нічний вовкулака» та «Вартові Галактики».
- П'ята фаза охоплює серіал «Таємне вторгнення» (2023), другий сезон «Локі» (2023), «Ехо» (2023), другий сезон анімаційного серіалу «А що як…?» (2024), а також серіали «Це все Аґата» (2024), «Ваш дружній сусід Людина-павук» (2025), «Шибайголова: Народжений наново» (2025) та «Залізне серце» (2025).
- У Шосту фазу будуть входити анімаційні серіали «Очі Ваканди» (2025), «Marvel Зомбі» (2025), ігрові серіали «Диво-людина» (2025), «Vision Quest» (2026) та другі сезони серіалів  «Шибайголова: Народжений наново» (2026) і «Ваш дружній сусід Людина-павук» (2026).
- Крім цього в розробці знаходяться третій сезон анімаційного серіалу «Ваш дружній сусід Людина-павук».

## Короткометражки

### Marvel One-Shots
Marvel One-Shots (укр. Короткометражки Marvel) — це серія короткометражних фільмів, які випускалися у форматі direct-to-video разом з цифровими, Blu-ray та DVD релізами певних повнометражних фільмів, щоб доповнити глядачеві образ якогось персонажа чи подію з фільму.
| Назва                                                                                       | Дата виходу    | Дата виходу     | Режисер         | Сценарист     | Продюсер    | У комплекті з фільмом       |
| Назва                                                                                       | Цифровий реліз | Фізичні носії   | Режисер         | Сценарист     | Продюсер    | У комплекті з фільмом       |
| ------------------------------------------------------------------------------------------- | -------------- | --------------- | --------------- | ------------- | ----------- | --------------------------- |
| Консультант The Consultant                                                                  | —              | 13 вересня 2011 | Лейтум          | Ерік Пірсон   | Кевін Файгі | Тор                         |
| Кумедний випадок на шляху до молота Тора A Funny Thing Happened on the Way to Thor's Hammer | —              | 25 жовтня 2011  | Лейтум          | Ерік Пірсон   | Кевін Файгі | Перший месник               |
| Зразок 47 Item 47                                                                           | —              | 25 вересня 2012 | Луїс Д'Еспозіто | Ерік Пірсон   | Кевін Файгі | Месники                     |
| Агент Картер Agent Carter                                                                   | 3 вересня 2013 | 24 вересня 2013 | Луїс Д'Еспозіто | Ерік Пірсон   | Кевін Файгі | Залізна людина 3            |
| Хай живе король All Hail the King                                                           | 4 лютого 2014  | 25 лютого 2014  | Дрю Пірс        | Дрю Пірс      | Кевін Файгі | Тор: Царство темряви        |
| Команда Тора: Частина 1 Team Thor: Part 1                                                   | 28 серпня 2016 | 13 вересня 2016 | Тайка Вайтіті   | Тайка Вайтіті | Кевін Файгі | Перший месник: Протистояння |
| Команда Тора: Частина 2 Team Thor: Part 2                                                   | 14 лютого 2017 | 28 лютого 2017  | Тайка Вайтіті   | Тайка Вайтіті | Кевін Файгі | Доктор Стрендж              |
| Команда Дерріла Team Darryl                                                                 | 20 лютого 2018 | 6 березня 2018  | Тайка Вайтіті   | Тайка Вайтіті | Кевін Файгі | Тор: Раґнарок               |

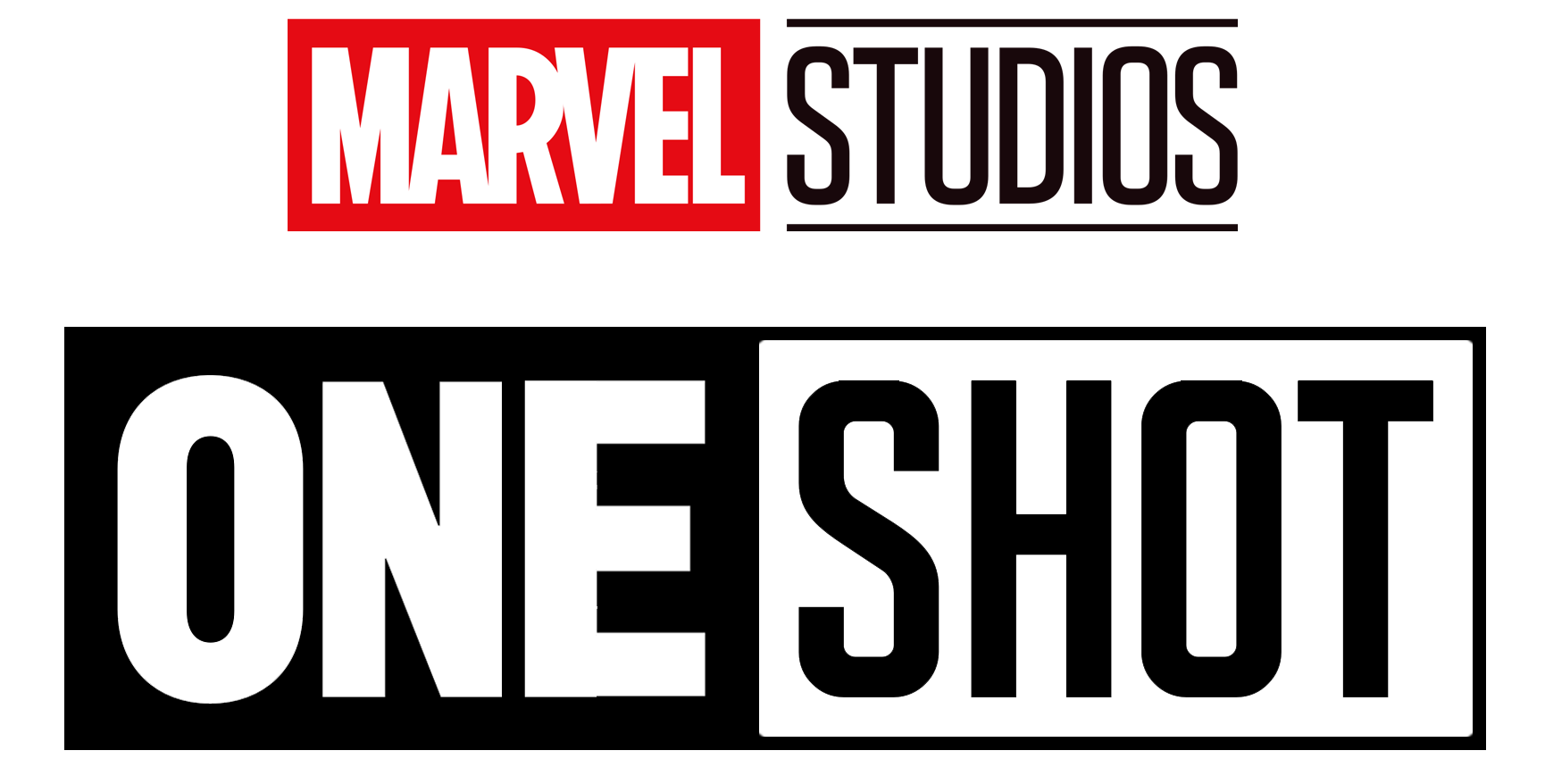
Логотип використаний у колекції Marvel One-Shots на Disney+

Початково було випущено п'ять короткометражок протягом 2011—2014 років, після чого у травні 2015 року глава Marvel Studios Кевін Файгі заявив, що у них наразі немає планів щодо повернення One-Shots, але додав, що студія не проти продовження серії, і у них вже є відкладені ідеї для потенційних One-Shots.
У червні 2017 року актор, що грає роль Людини-павука, Том Голланд, натякнув, що Marvel планують створювати ще One-Shots. У жовтні, сценарист Ерік Пірсон також натякнув, що Marvel зацікавлені у створенні One-Shots, та заявив, що у нього є ціла тека з сценаріями до різноманітних One-Shots. Тайка Вайтіті, режисер фільму «Тор: Раґнарок», також заявив, що були обговорення, що до повернення One-Shots, наприклад короткометражка зосереджена на персонажі Корґ та Майк з його кінострічки «Раґнарок».
У квітні 2018 року режисер Луїс Д'Еспозіто зазначив, що Disney сподівається, що Marvel продовжать знімати One-Shots, але визнав, що студія «просто занадто зайнята», через зосередження на випуску набагато масштабніших повнометражних фільмів.
У лютому 2022 року всі One-Shots стали доступними до перегляду на сервісі Disney+, де до колекції One-Shots було додане також трисерійне мок'юментарі «Команда Тора» зрежисоване Тайкою Вайтіті.

### Я є Ґрут
Я є Ґрут — серія американських анімаційних короткометражних фільмів, створена для потокового сервісу Disney+. Проєкт розповідає про пригоди малюка Ґрута.

## В інших медіа

### Вебсеріали
- WHIH Newsfront — вебсеріал, кожен сезон якого рекламує певний фільм кіновсесвіту і частково доповнює його події: перший сезон служив рекламою до фільму «Людина-мураха», другий сезон — до «Перший месник: Протистояння». Серіал було створено разом з Google для платформи YouTube.
- Агенти «Щ. И. Т.»: Йо-йо — вебсеріал, події якого обертаються навколо місії Родрігес до подій четвертого сезону «Агенти Щ.И.Т.».
- The Daily Bugle —вебсеріал, що заснований на новинній програмі з кіновсесвіту, служив маркетинговою кампанією для фільмів «Людина-павук: Далеко від дому» та «Людина-павук: Додому шляху нема». Серії були опубліковані на платформах YouTube та TikTok. Джонатан Сіммонс та Ангурі Райс виконують у серіалі ролі Джона Джеймсона та Бетті Брант з фільмів про Людину-павука.

| Серіал                 | Сезон | Кількість епізодів | Дата показу       | Дата показу       | Виконавчі продюсери                       | Статус    |
| Серіал                 | Сезон | Кількість епізодів | Прем'єра          | Фінал             | Виконавчі продюсери                       | Статус    |
| ---------------------- | ----- | ------------------ | ----------------- | ----------------- | ----------------------------------------- | --------- |
| WHIH Newsfront         | 1     | 5                  | 2 червня 2015     | 16 червня 2015    | Marvel Studios, Google                    | Випущений |
| WHIH Newsfront         | 2     | 5                  | 22 квітня 2016    | 3 травня 2016     | Marvel Studios, Google                    | Випущений |
| Агенти «Щ.И.Т.»: Йо-йо | 1     | 6                  | 13 грудня 2016    | 13 грудня 2016    | Джеф Лоеб, Джосс Відон, Маоріса Танхароен | Випущений |
| The Daily Bugle        | 1     | 6                  | 23 жовтня 2019    | 20 листопада 2019 | Sony Pictures, Джон Воттс                 | Випущений |
| The Daily Bugle        | 2     | 25                 | 24 листопада 2021 | 29 квітня 2022    | Sony Pictures, Джон Воттс                 | Випущений |

### Комікси
З 2008 року видавництво Marvel Comics почало створення коміксів, які доповнюють новостворений в той час кінематографічний всесвіт. Комікси, опубліковані Marvel, пов'язують фільми й серіали та призначені для того, щоб розповісти додаткові історії про наявних персонажів і створити зв'язки між проєктами студії. Комікси-адаптації частково переказують події фільмів і доповнюють їх новими сценами, які Marvel хотіли б бачити в «офіційному каноні», але з яких-небудь причин не зняли їх. У 2012 році для збереження «реткона» Marvel розділили комікси на два напрямки — що входять до безперервної хронології кіновсесвіту та комікси, натхненні фільмами та серіалами, які не є канонічними. Частина коміксів другого напрямку найчастіше є рекламою відомих брендів (наприклад, Lexus та Audi).
| Комікси, що входять в хронологію КВМ |         |                   |                   |                                                                                           | |
| Назва | Випуски | Дата публікації   | Дата публікації   | Автор(и) сценарію                                                                         | Автор(и) малюнка |
| Назва | Випуски | Перший випуск     | Останній випуск   | Автор(и) сценарію                                                                         | Автор(и) малюнка |
| Залізна людина: Я — Залізна людина! Iron Man: I Am Iron Man! (адаптація фільму «Залізна людина»)                                                         | 2       | 27 січня 2010     | 24 лютого 2010    | Пітер Девід                                                                               | Шон Чен |
| Залізна людина 2: Публічна особа Iron Man 2: Public Identity                                                                                             | 3       | 28 квітня 2010    | 12 травня 2010    | Джо Кейсі та Джастін Теру                                                                 | Баррі Кітсон |
| Залізна людина 2: Агенти «Щ. И. Т.» Iron Man 2: Agents of S.H.I.E.L.D.                                                                                   | 1       | 1 вересня 2010    | 1 вересня 2010    | Джо Кейси                                                                                 | Тім Грін, Фелікс Руїс та Метт Камп |
| Капітан Америка: Перший месник Captain America: First Vengeance                                                                                          | 4       | 4 травня 2011     | 29 червня 2011    | Фред Ван Ленте                                                                            | Ніл Едвардс та Люк Росс |
| Месники. Прелюдія: Довгий тиждень Ніка Ф'юрі Marvel's The Avengers Prelude: Fury's Big Week                                                              | 4       | 7 березня 2012    | 18 квітня 2012    | Історія: Кріс Йост та Ерік Пірсон Сценарій: Ерік Пірсон                                   | Люк Росс |
| Чорна вдова: Холодний прийом Marvel's The Avengers: Black Widow Strikes                                                                                  | 3       | 2 травня 2012     | 6 червня 2012     | Фред Ван Ленте                                                                            | Ніл Едвардс |
| Залізна людина 2 Marvel's Iron Man 2 (Адаптація фільму «Залізна людина 2»)                                                                               | 2       | 7 листопада 2012  | 5 грудня 2012     | Крістос Гейдж                                                                             | Рамон Розанас |
| Залізна людина 3. Пролог Marvel's Iron Man 3 Prelude | 2       | 2 січня 2013      | 6 лютого 2013     | Крістос Гейдж                                                                             | Стів Курт |
| Тор (Marvel's Thor) (Адаптація фільму «Тор») | 2       | 16 січня 2013     | 20 лютого 2013    | Крістос Гейдж                                                                             | Лан Медіна |
| Тор: Царство темряви. Пролог Marvel's Thor: The Dark World Prelude                                                                                       | 2       | 5 червня 2013     | 10 липня 2013     | Крейг Кайл та Кріс Йост                                                                   | Скотт Ітон та Рон Лім |
| Капітан Америка: Перший месник Marvel's Captain America: The First Avenger (Адаптація фільму «Перший месник»)                                            | 2       | 6 листопада 2013  | 11 грудня 2013    | Пітер Девід                                                                               | Веллінтон Алвес |
| Перший месник: Друга війна — Infinite Comic Marvel's Captain America: The Winter Soldier Infinite Comic                                                  | 1       | 28 січня 2014     | 28 січня 2014     | Пітер Девід                                                                               | Рок Хе-Кім |
| Вартові галактики: Небезпечна здобич — Infinite Comic Marvel's Guardians of the Galaxy Infinite Comic — Dangerous Prey                                   | 1       | 1 квітня 2014     | 1 квітня 2014     | Ден Абнетт та Енді Леннінген                                                              | Андреа Ді Віто |
| Месники Marvel's The Avengers (Адаптація фільму «Месники»)                                                                                               | 2       | 24 грудня 2014    | 7 січня 2015      | Вілл Корона Пілгрим                                                                       | Джо Беннетт |
| Месники: Ера Альтрона. Пролог Marvel's Avengers: Age of Ultron Prelude — This Scepter'd Isle                                                             | 1       | 4 лютого 2015     | 4 лютого 2015     | Вілл Корона Пілгрим                                                                       | Веллінтон Алвес |
| Людина-мураха. Пролог Marvel's Ant-Man Prelude | 2       | 4 лютого 2015     | 4 березня 2015    | Вілл Корона Пілгрим                                                                       | Мігель Сепульведа |
| Людина-мураха — Скотт Ленг: Мало часу — Infinite Comic Marvel's Ant-Man — Scott Lang: Small Time                                                         | 1       | 3 березня 2015    | 3 березня 2015    | Вілл Корона Пілгрим                                                                       | Веллінтон Алвес и Деніел Говар |
| Джессіка Джонс Marvel's Jessica Jones | 1       | 7 жовтня 2015     | 7 жовтня 2015     | Брайан Майкл Бендіс                                                                       | Майкл Гайдос |
| Перший месник: Протистояння. Прелюдія Marvel's Captain America: Civil War Prelude (Адаптація фільмів «Залізна людина 3» та «Перший месник: Друга війна») | 4       | 16 грудня 2015    | 27 січня 2016     | Вілл Корона Пілгрим                                                                       | Сімон Кудранскі та Лі Фергюсон |
| Перший месник: Протистояння. Пролог — Infinite Comic Marvel's Captain America: Civil War Prelude Infinite Comic                                          | 1       | 10 лютого 2016    | 10 лютого 2016    | Вілл Корона Пілгрим                                                                       | Лі Фергюсон, Горан Суджука и Гильермо Могоррон |
| Доктор Стрендж. Пролог Marvel's Doctor Strange Prelude                                                                                                   | 2       | 6 липня 2016      | 24 серпня 2016    | Вілл Корона Пілгрим                                                                       | Хорхе Форнес |
| Доктор Стрендж. Прелюдія: Зелот — Infinite Comic Marvel's Doctor Strange Prelude Infinite Comic — The Zealot                                             | 1       | 7 вересня 2016    | 7 вересня 2016    | Вілл Корона Пілгрим                                                                       | Хорхе Форнес |
| Вартові галактики. Частина 2. Пролог Marvel's Guardians of the Galaxy Vol. 2 Prelude (Адаптація фільму «Вартові галактики»)                              | 2       | 4 січня 2017      | 1 лютого 2017     | Вілл Корона Пілгрим                                                                       | Крістофер Аллен |
| Людина-павук: Повернення додому. Пролог Spider-Man: Homecoming Prelude (Адаптація фільму «Перший месник: Протистояння»)                                  | 2       | 1 березня 2017    | 5 квітня 2017     | Вілл Корона Пілгрим                                                                       | Тодд Наук |
| Тор: Рагнарок. Пролог Marvel's Thor: Ragnarok Prelude (Адаптація фільму «Неймовірний Халк» та «Тор 2: Царство темряви»)                                  | 4       | 5 липня 2017      | 16 серпня 2017    | Вілл Корона Пілгрим                                                                       | Джей. Єл. Джайлз |
| Чорна Пантера. Пролог Marvel's Black Panther Prelude | 2       | 18 жовтня 2017    | 15 листопада 2017 | Вілл Корона Пілгрим                                                                       | Аннапаола Мартелло |
| Месники: Війна нескінченності. Пролог Marvel's Avengers: Infinity War Prelude                                                                            | 2       | 24 січня 2018     | 28 лютого 2018    | Вілл Корона Пілгрим                                                                       | Тай Вокер |
| Людина-мураха і Оса. Пролог Marvel's Ant-Man and the Wasp Prelude                                                                                        | 2       | 7 березня 2018    | 4 квітня 2018     | Вілл Корона Пілгрим                                                                       | Кріс Аллен |
| Капітан Марвел. Пролог Marvel's Captain Marvel Prelude                                                                                                   | 1       | 14 листопада 2018 | 14 листопада 2018 | Вілл Корона Пілгрим                                                                       | Андреа ді Віто |
| Месники: Завершення. Пролог Marvel's Avengers: Endgame Prelude                                                                                           | 3       | 5 грудня 2018     | 20 лютого 2019    | Вілл Корона Пілгрим                                                                       | Пако Діаз |
| Людина-павук: Далеко від дому. Пролог Spider-Man: Far From Home Prelude                                                                                  | 2       | 27 березня 2019   | 24 квітня 2019    | Вілл Корона Пілгрим                                                                       | Лука Мареска |
| Чорна Вдова. Пролог Marvel's Black Widow Prelude | 2       | 15 січня 2020     | 19 лютого 2020    | Пітер Девід                                                                               | Карлос Вілла |
| Вічні: 500 років війни Eternals: The 500 Year War | 7       | 12 січня 2022     | 12 січня 2022     | Ден Абнетт, Акі Янаґі, Джонмін Шин, Джу-Йон Парк, Девід Мачо, Рафаель Скавоне, Їфан Джанґ | Джеоффо, Метт Мілла, Джо Сабіно, Рікі Яґава, Карлос Масіас, До Джон Кім, Фернандо Сіфентес, Маґда Прайс, Піт Пантазіс, Марсіо Фіоріто, Феліпе Собрейро, Ґунджі |

### Книжки
- Файли Ваканди: Технологічне дослідження Месників і не тільки — це книжка, що також існує у кіновсесвіті Marvel та є «збіркою документів, статей, креслень і нотаток, накопичених протягом історії Бойовими Псами Ваканди» створеною на прохання Шурі[51]. Книжка організована за напрямками досліджень та розповідає про технологічний прогрес у кіновсесвіті Marvel[51]. У нашому світі книга написана Троєм Бенджаміном й опублікована Epic Ink та Quarto Publishing Group 20 жовтня 2020 року[51]. У «Файлах Ваканди» вміст надруковано ультрафіолетовими чорнилами, які можна переглядати за допомогою ультрафіолетових ламп у формі намистин Кімойо, що йдуть у комплекті з книгою[51].
- Стережися малого! — вигадані мемуари Скотта Ленґа, написані за мотивами фільму «Людина-мураха та Оса: Квантоманія», які можна буде придбати починаючи з 5 вересня 2023 року. Книга спільно створена Marvel Studios та режисерами «Квантоманії» і написана Робом Катнером, містить «понад 20 коротких фрагментів, що досліджують різні аспекти досвіду Скотта як батька та Месника»[52][53]. Режисер Джефф Лавнесс написав фрагмент мемуарів, який було озвучено у фільмі[53].
- Офіційна хронологія кіновсесвіту Marvel — повна хронологія усіх проєктів кіновсесвіту Marvel, що створена у співпраці з Marvel Studios. Випущена 20 жовтня 2023 року видавництвом DK[54].

### Музика
Різні композитори створювали музику до фільмів, телесеріалів, короткометражок, спеціальних презентацій та інших проєктів кіновсесвіту. Також існують оригінальні пісні, створені спеціально для використання у франшизі, зокрема Браян Тайлер і Майкл Джаккіно написали фанфари для логотипу Marvel Studios.

## Герої кіновсесвіту Marvel
Усі фільми, що пов'язані спільними героями та персонажами кіновсесвіту Marvel
К — Камео
Г — Голос
| Герої кіновсесвіту Marvel (2008—2019) |                                         |                |                          |                  |             |               |                       |                  |                        |                            |                   |                       |                       |                             |                              |                     |                                 |                 |                       |                               |                             |                |                     |                               |
| №                                     | Персонаж                                | Перша фаза     | Перша фаза               | Перша фаза       | Перша фаза  | Перша фаза    | Перша фаза            | Друга фаза       | Друга фаза             | Друга фаза                 | Друга фаза        | Друга фаза            | Друга фаза            | Третя фаза                  | Третя фаза                   | Третя фаза          | Третя фаза                      | Третя фаза      | Третя фаза            | Третя фаза                    | Третя фаза                  | Третя фаза     | Третя фаза          | Третя фаза                    |
| №                                     | Персонаж                                | 1              | 2                        | 3                | 4           | 5             | 6                     | 7                | 8                      | 9                          | 10                | 11                    | 12                    | 13                          | 14                           | 15                  | 16                              | 17              | 18                    | 19                            | 20                          | 21             | 22                  | 23                            |
| №                                     | Персонаж                                | Залізна людина | Неймовірний Халк (фільм) | Залізна Людина 2 | Тор (фільм) | Перший месник | Месники (фільм, 2012) | Залізна людина 3 | Тор 2: Царство темряви | Перший месник: Друга війна | Вартові галактики | Месники: Ера Альтрона | Людина-мураха (фільм) | Перший месник: Протистояння | Доктор Стрендж (фільм, 2016) | Вартові галактики 2 | Людина-павук: Повернення додому | Тор 3: Рагнарок | Чорна Пантера (фільм) | Месники: Війна нескінченності | Людина-мураха і Оса (фільм) | Капітан Марвел | Месники: Завершення | Людина-павук: Далеко від дому |
| Основні персонажі                     |                                         |                |                          |                  |             |               |                       |                  |                        |                            |                   |                       |                       |                             |                              |                     |                                 |                 |                       |                               |                             |                |                     |                               |
| 1                                     | Тоні Старк (Залізна людина)             |                | К                        |                  |             |               |                       |                  |                        |                            |                   |                       |                       |                             |                              |                     |                                 |                 |                       |                               |                             |                |                     | К                             |
| 2                                     | Джарвіс / Віжен                         | Г              |                          | Г                |             |               | Г                     | Г                |                        |                            |                   |                       |                       |                             |                              |                     |                                 |                 |                       |                               |                             |                |                     |                               |
| 3                                     | Стів Роджерс (Капітан Америка)          |                |                          |                  |             |               |                       |                  |                        |                            |                   |                       | К                     |                             |                              |                     |                                 |                 |                       |                               |                             | К              |                     |                               |
| 4                                     | Тор Одінсон                             |                |                          |                  |             |               |                       |                  |                        |                            |                   |                       |                       |                             | К                            |                     |                                 |                 |                       |                               |                             |                |                     |                               |
| 5                                     | Наташа Романова (Чорна вдова)           |                |                          |                  |             |               |                       |                  |                        |                            |                   |                       |                       |                             |                              |                     |                                 |                 |                       |                               |                             | К              |                     |                               |
| 6                                     | Брюс Беннер (Галк)                      |                |                          |                  |             |               |                       |                  |                        |                            |                   |                       |                       |                             |                              |                     |                                 |                 |                       |                               |                             | К              |                     |                               |
| 7                                     | Джеймс Роуді Роудс (Бойова машина)      | К              |                          |                  |             |               |                       |                  |                        |                            |                   |                       |                       |                             |                              |                     |                                 |                 |                       |                               |                             | К              |                     |                               |
| 8                                     | Нік Ф'юрі                               | К              |                          | К                |             | К             |                       |                  |                        |                            |                   |                       |                       |                             |                              |                     |                                 |                 |                       | К                             |                             |                | К                   |                               |
| 9                                     | Сем Вілсон (Сокіл / Капітан Америка)    |                |                          |                  |             |               |                       |                  |                        |                            |                   | К                     | К                     |                             |                              |                     |                                 |                 |                       |                               |                             |                |                     |                               |
| 10                                    | Бакі Барнс                              |                |                          |                  |             |               |                       |                  |                        |                            |                   |                       |                       |                             |                              |                     |                                 |                 | К                     |                               |                             |                |                     |                               |
| 11                                    | Ванда Максимова (Багряна відьма)        |                |                          |                  |             |               |                       |                  |                        | К                          |                   |                       |                       |                             |                              |                     |                                 |                 |                       |                               |                             |                |                     |                               |
| 12                                    | Клінт Бартон (Соколине око)             |                |                          |                  | К           |               |                       |                  |                        |                            |                   |                       |                       |                             |                              |                     |                                 |                 |                       |                               |                             |                |                     |                               |
| 13                                    | Скот Ленґ (Людина-мураха)               |                |                          |                  |             |               |                       |                  |                        |                            |                   |                       |                       |                             |                              |                     |                                 |                 |                       |                               |                             |                |                     |                               |
| 14                                    | Оса                                     |                |                          |                  |             |               |                       |                  |                        |                            |                   |                       | K                     |                             |                              |                     |                                 |                 |                       |                               |                             |                |                     |                               |
| 15                                    | Стівен Стрендж (Доктор Стрендж)         |                |                          |                  |             |               |                       |                  |                        |                            |                   |                       |                       |                             |                              |                     |                                 | К               |                       |                               |                             |                |                     |                               |
| 16                                    | Пітер Квілл (Зоряний лицар)             |                |                          |                  |             |               |                       |                  |                        |                            |                   |                       |                       |                             |                              |                     |                                 |                 |                       |                               |                             |                |                     |                               |
| 17                                    | Єнот Ракета                             |                |                          |                  |             |               |                       |                  |                        |                            |                   |                       |                       |                             |                              |                     |                                 |                 |                       |                               |                             |                |                     |                               |
| 18                                    | Ґамора                                  |                |                          |                  |             |               |                       |                  |                        |                            |                   |                       |                       |                             |                              |                     |                                 |                 |                       |                               |                             |                |                     |                               |
| 19                                    | Дрекс Руйнівник                         |                |                          |                  |             |               |                       |                  |                        |                            |                   |                       |                       |                             |                              |                     |                                 |                 |                       |                               |                             |                |                     |                               |
| 20                                    | Ґрут                                    |                |                          |                  |             |               |                       |                  |                        |                            |                   |                       |                       |                             |                              |                     |                                 |                 |                       |                               |                             |                |                     |                               |
| 21                                    | Пітер Паркер (Людина-павук)             |                |                          |                  |             |               |                       |                  |                        |                            |                   |                       |                       |                             |                              |                     |                                 |                 |                       |                               |                             |                |                     |                               |
| 22                                    | Т'чалла (Чорна пантера / Зоряний лицар) |                |                          |                  |             |               |                       |                  |                        |                            |                   |                       |                       |                             |                              |                     |                                 |                 |                       |                               |                             |                |                     |                               |
| 23                                    | Керол Денверс (Капітан Марвел)          |                |                          |                  |             |               |                       |                  |                        |                            |                   |                       |                       |                             |                              |                     |                                 |                 |                       |                               |                             |                |                     |                               |
| Другорядні персонажі                  |                                         |                |                          |                  |             |               |                       |                  |                        |                            |                   |                       |                       |                             |                              |                     |                                 |                 |                       |                               |                             |                |                     |                               |
| 1                                     | Стен Лі(Камео)                          | К              | К                        | К                | К           | К             | К                     | К                | К                      | К                          | К                 | К                     | К                     | К                           | К                            | К                   | К                               | К               | К                     | К                             | К                           | К              | К                   |                               |
| 2                                     | Геппі Гоґан                             |                |                          |                  |             |               |                       |                  |                        |                            |                   |                       |                       |                             |                              |                     |                                 |                 |                       |                               |                             |                |                     |                               |
| 3                                     | Говард Старк                            | К              |                          | К                |             |               |                       |                  |                        |                            |                   |                       | К                     | К                           |                              |                     |                                 |                 |                       |                               |                             |                | К                   |                               |
| 3                                     | Філ Колсон                              |                |                          |                  |             |               |                       |                  |                        |                            |                   |                       |                       |                             |                              |                     |                                 |                 |                       |                               |                             |                |                     |                               |
| 4                                     | Марія Гілл                              |                |                          |                  |             |               |                       |                  |                        |                            |                   |                       |                       |                             |                              |                     |                                 |                 |                       | К                             |                             |                | К                   |                               |
| 5                                     | «Пеппер» Поттс                          |                |                          |                  |             |               |                       |                  |                        |                            |                   |                       |                       |                             |                              |                     | К                               |                 |                       | К                             |                             |                |                     |                               |
| 6                                     | доктор Ерік Селвіґ                      |                |                          |                  |             |               |                       |                  |                        |                            |                   | К                     |                       |                             |                              |                     |                                 |                 |                       |                               |                             |                |                     |                               |
| 7                                     | Одін                                    |                |                          |                  |             |               |                       |                  |                        |                            |                   |                       |                       |                             |                              |                     |                                 |                 |                       |                               |                             |                |                     |                               |
| 8                                     | Локі Одінсон / Лафейсон                 |                |                          |                  |             |               |                       |                  |                        |                            |                   |                       |                       |                             |                              |                     |                                 |                 |                       |                               |                             |                | К                   |                               |
| 9                                     | Геймдалл                                |                |                          |                  |             |               |                       |                  |                        |                            |                   | К                     |                       |                             |                              |                     |                                 |                 |                       | К                             |                             |                |                     |                               |
| 10                                    | Колекціонер                             |                |                          |                  |             |               |                       |                  | К                      |                            |                   |                       |                       |                             |                              |                     |                                 |                 |                       | К                             |                             |                |                     |                               |
| 11                                    | Небула                                  |                |                          |                  |             |               |                       |                  |                        |                            |                   |                       |                       |                             |                              |                     |                                 |                 |                       |                               |                             |                |                     |                               |
| 12                                    | Мантіс                                  |                |                          |                  |             |               |                       |                  |                        |                            |                   |                       |                       |                             |                              |                     |                                 |                 |                       |                               |                             |                |                     |                               |
| 12                                    | Вонґ                                    |                |                          |                  |             |               |                       |                  |                        |                            |                   |                       |                       |                             |                              |                     |                                 |                 |                       |                               |                             |                |                     |                               |

## Хронологія

### Поділ на фази
Marvel Studios офіційно групує свої проєкти у «фази». Поділ на фази відбувається за роками випуску проєкту. Перші три фази разом відомі як «Сага Нескінченності», а наступні три як «Сага Мультивсесвіту».
| Фаза                | Проєкт |
| Сага Нескінченності | Сага Нескінченності |
| ------------------- | --- |
| Перша фаза          | «Залізна людина», «Неймовірний Халк», «Залізна людина 2», «Тор», «Перший месник», «Месники» |
| Друга фаза          | «Залізна людина 3», «Тор 2: Царство темряви», «Перший месник: Друга війна», «Вартові галактики», «Месники: Ера Альтрона», «Людина-мураха» |
| Третя фаза          | «Перший месник: Протистояння», «Доктор Стрендж», «Вартові галактики 2», «Людина-павук: Повернення додому», «Тор: Раґнарок», «Чорна пантера», «Месники: Війна нескінченності», «Людина-мураха та Оса», «Капітан Марвел», «Месники: Завершення», «Людина-павук: Далеко від дому» |
| Сага Мультивсесвіту | |
| Четверта фаза       | «ВандаВіжен», «Сокіл та Зимовий солдат», «Чорна вдова», «Локі»(сезон 1), «А що як...?»(сезон 1), «Шан-Чі та легенда десяти кілець», «Вічні», «Соколине око», «Людина-павук: Додому шляху нема», «Місячний лицар», «Доктор Стрендж у мультивсесвіті божевілля», «Міз Марвел», «Тор: Любов і грім», «Я є Ґрут», «Жінка-Галк: Адвокатка», «Нічний вовкулака», «Чорна пантера: Ваканда назавжди», «Вартові галактики: Святковий спецвипуск» |
| П'ята фаза          | «Людина-мураха та Оса: Квантоманія», «Вартові галактики 3», «Таємне вторгнення», «Локі»(сезон 2), «А що як...?»(сезон 2), Марвели», «Ехо», «Дедпул і Росомаха», «Це все Аґата», «Ваш дружній сусід Людина-павук»(сезон 1), «Капітан Америка: Чудесний новий світ», «Шибайголова: Народжений наново»(сезон 1), «Громовержці*», «Залізне серце»                                                                                           |
| Шоста фаза          | «Фантастична четвірка: Перші кроки», «Очі Ваканди», «Marvel Зомбі», «Диво-людина», «Месники: Судний день», «Людина-павук: Новий день», «Месники: Таємні війни», «Шибайголова: Народжений наново»(сезон 2), «Vision Quest», «Ваш дружній сусід Людина-павук»(сезон 2) |

### Хронологія за подіями
Наступна таблиця представляє хронологію кіновсесвіту Marvel для проєктів, випущених Marvel Studios, а також серіалів Netflix від Marvel Television. Місце на хронологічній шкалі визначається за явними посиланнями на дату в ньому чи в іншому проєкті через діалог (наприклад, з фрази Тоні Старка «Танос був у моїй голові протягом шести років. З тих пір, як він послав армію на Нью-Йорк...» стає зрозуміло, що події фільму «Месники: Війна нескінченності» відбуваються у 2018 році) або заставок чи інших написів у фільмах, також викорисовується книга «Офіційна хронологія кіновсесвіту Marvel», а потім, за потреби, хронологія з Disney+. Ця хронологія має на меті показати, коли відбувається основна частина проєкту.
| Рік                 | Проєкт |
| ------------------- | --- |
| 1943–1945           | «Перший месник» |
| 1946                | «Агент Картер» |
| 1995                | «Капітан Марвел» |
| 2010                | «Залізна людина» |
| 2011                | «Залізна людина 2», «Неймовірний Халк», «Кумедний випадок на шляху по молот Тора», «Тор», «Консультант» |
| 2012                | «Месники», «Зразок 47» |
| 2013                | «Тор 2: Царство темряви», «Залізна людина 3» |
| 2014                | «Хай живе Король», «Перший месник: Друга війна», «Вартові галактики», «Я є Ґрут» (епізод 1), «Вартові галактики 2», «Я є Ґрут» (епізоди 2–10)                                                                               |
| 2015                | «Шибайголова» (сезон 1), «Джессіка Джонс» (сезон 1), «Месники: Ера Альтрона», «Людина-мураха», «Шибайголова» (сезон 2), «Люк Кейдж» (сезон 1)                                                                               |
| 2016                | «Залізний кулак» (сезон 1), «Захисники», «Перший месник: Протистояння», «Ваш дружній сусід Людина-павук», «Чорна вдова», «Чорна пантера», «Людина-павук: Повернення додому», «Каратель» (сезон 1)                           |
| 2016–2017           | «Доктор Стрендж» |
| 2017                | «Джессіка Джонс» (сезон 2), «Люк Кейдж» (сезон 2), «Залізний кулак» (сезон 2), «Шибайголова» (сезон 3), «Тор: Раґнарок» |
| 2018                | «Каратель» (сезон 2), «Джессіка Джонс» (сезон 3), «Людина-мураха та Оса», «Месники: Війна нескінченності» |
| 2023                | «Месники: Завершення», «ВандаВіжен» |
| 2024                | «Дедпул і Росомаха», «Шан-Чі та легенда десяти кілець», «Сокіл та Зимовий солдат», «Людина-павук: Далеко від дому», «Вічні», «Людина-павук: Додому шляху нема», «Доктор Стрендж у мультивсесвіті божевілля», «Соколине око» |
| 2025                | «Місячний лицар», «Чорна пантера: Ваканда назавжди», «Ехо», «Жінка-Галк: Адвокатка», «Міз Марвел», «Тор: Любов і грім», «Вартові галактики: Святковий спецвипуск»                                                           |
| 2026                | «Людина-мураха та Оса: Квантоманія», «Вартові галактики 3», «Таємне вторгнення», «Марвели», «Це все Аґата», «Шибайголова: Народжений наново» (сезон 1, епізод 1)                                                            |
| 2027                | «Шибайголова: Народжений наново» (сезон 1, епізоди 2–9), «Капітан Америка: Чудесний новий світ» |
| поза часом          | «Локі», «А що як...?» |
| без вказівок на рік | «Нічний вовкулака» |

### Спроби систематизації

#### Інфографіка першої фази (травень 2012)
У травні 2012 року Marvel випустила офіційну інфографічну хронологію для своїх фільмів та короткометражок першої фази в книзі «The Art of Marvel's The Avengers»; частина цієї інформації вже була раніше розкрита в канонічному коміксі «Месники. Прелюдія: Довгий тиждень Ніка Ф'юрі», який підтвердив, що «Неймовірний Халк», «Залізна людина 2» та «Тор» відбувалися протягом тижня, за рік до «Месників». Події на часовій шкалі інфографіки підписані як «ДЗЛ» (До Залізної людини) і «ПЗЛ» (Після Залізної людини), що позначає момент коли Тоні Старк розкривив інформацію, що він є Залізною людиною наприкінці «Залізної людини».

#### «Marvel Studios: Перші 10 років»(листопад 2018)
У фільмі «Людина-павук: Повернення додому» згадується, що між «Месники» та «Перший месник: Протистояння» пройшло 8 років, хоча насправді пройшло 4 роки. Ця неточність обурила спільноту та створила проблеми у хронології. У відповідь на обурення, Marvel вирішили додати офіційну хронологію до довідника «Marvel Studios: Перші 10 років», який вийшов у листопаді 2018 року. Ця хронологія ігнорує помилки з проміжком у 8 років, але натомість створює розбіжності у фільмах «Чорна пантера» та «Месники: Війна нескінченності», помістивши їх у 2017 рік.
| Рік       | Проєкт                                                                   |
| --------- | ------------------------------------------------------------------------ |
| 1939–1945 | «Перший месник»                                                          |
| 2010      | «Залізна людина»                                                         |
| 2011      | «Залізна людина 2», «Тор»                                                |
| 2012      | «Месники», «Залізна людина 3»                                            |
| 2013      | «Тор 2: Царство темряви»                                                 |
| 2014      | «Перший месник: Друга війна», «Вартові галактики», «Вартові галактики 2» |
| 2015      | «Месники: Ера Альтрона», «Людина-мураха»                                 |
| 2016      | «Перший месник: Протистояння»                                            |
| 2016–2017 | «Доктор Стрендж»                                                         |
| 2017      | «Чорна пантера», «Тор: Раґнарок», «Месники: Війна нескінченності»        |

#### Disney+ (жовтень 2020—тепер)
У жовтні 2020 року на сервісі відео на вимогу Disney+ до розділу Marvel було додано хронологічний порядок проєктів. У цій хронології були виправлені неточності хронології «Перші 10 років», але багатьом фанатам не сподобався порядок розміщення проєктів на Disney+. У січні 2024 до хронології були додані всі серіали саги Захисників, це нарешті підтвердило, що серіали Netflix все ж відбуваються в основному всесвіті КВМ.
| 1. «Перший месник» 2. «Агент Картер 3. «Капітан Марвел» 4. «Залізна людина» 5. «Залізна людина 2» 6. «Неймовірний Халк» 7. «Кумедний випадок на шляху по молот Тора» 8. «Тор» 9. «Консультант» 10. «Месники» 11. «Зразок 47» 12. «Тор 2: Царство темряви» 13. «Залізна людина 3» 14. «Хай живе Король» 15. «Перший месник: Друга війна» 16. «Вартові галактики» 17. «Вартові галактики 2» 18. «Я є Ґрут» (сезон 1) 19. «Я є Ґрут» (сезон 2) 20. «Шибайголова» (сезон 1) 21. «Джессіка Джонс» (сезон 1) 22. «Месники: Ера Альтрона» 23. «Людина-мураха» 24. «Шибайголова» (сезон 2) 25. «Люк Кейдж» (сезон 1) 26. «Залізний кулак» (сезон 1) 27. «Захисники» 28. «Перший месник: Протистояння» 29. «Чорна вдова» 30. «Чорна пантера» 31. «Людина-павук: Повернення додому» 32. «Каратель» (сезон 1) 33. «Доктор Стрендж» 34. «Джессіка Джонс» (сезон 2) 35. «Люк Кейдж» (сезон 2) 36. «Залізний кулак» (сезон 2) 37. «Шибайголова» (сезон 3) 38. «Тор: Раґнарок» 39. «Каратель» (сезон 2) 40. «Джессіка Джонс» (сезон 3) 41. «Людина-мураха та Оса» 42. «Месники: Війна нескінченності» 43. «Месники: Завершення» 44. «Локі» (сезон 1) 45. «А що як...?» (сезон 1) 46. «ВандаВіжен» 47. «Шан-Чі та легенда десяти кілець» 48. «Сокіл та Зимовий солдат» 49. «Людина-павук: Далеко від дому» 50. «Вічні» 51. «Доктор Стрендж у мультивсесвіті божевілля» 52. «Соколине око» 53. «Місячний лицар» 54. «Чорна пантера: Ваканда назавжди» 55. «Ехо» 56. «Жінка-Галк: Адвокатка» 57. «Міз Марвел» 58. «Тор: Любов і грім» 59. «Нічний вовкулака» 60. «Вартові галактики: Святковий спецвипуск» 61. «Людина-мураха та Оса: Квантоманія» 62. «Вартові галактики 3» 63. «Таємне вторгнення» 64. «Марвели» 65. «Локі» (сезон 2) 66. «А що як...?» (сезон 2) 67. «Дедпул і Росомаха» 68. «Це все Аґата» 69. «А що як...?» (сезон 3) 70. «Шибайголова: Народжений наново» |

#### «Офіційна хронологія кіновсесвіту Marvel»(жовтень 2023)
У серпні 2022 року Marvel Studios найняли людину, яка почала відстежувати та контролювати хронологію кіновсесвіту, аби уникнути розбіжностей. 24 жовтня видавництво DK опублікувало книжку «Офіційна хронологія кіновсесвіту Marvel» створену журналістами Ентоні Брезнікан, Емі Реткліфф та Ребеккою Феодор-Вашон у співпраці з Marvel Studios. Бред Віндербаум, голова відео на вимогу, серіалів та анімації Marvel Studios, каже, що в цій книжці студія вперше «викладає хронологію». Книга включає проєкти перших чотирьох фаз основного всесвіту КВМ.
| Рік       | Проєкт |
| --------- | --- |
| 1939–1945 | «Перший месник» |
| 1995      | «Капітан Марвел» |
| 2008      | «Залізна людина» |
| 2010      | «Залізна людина 2», «Неймовірний Халк», «Тор» |
| 2012      | «Месники» |
| 2013      | «Тор 2: Царство темряви», «Залізна людина 3» |
| 2014      | «Перший месник: Друга війна», «Вартові галактики», «Я є Ґрут»(епізод 1), «Вартові галактики 2», «Я є Ґрут»(епізоди 2–5)                                                                                |
| 2015      | «Месники: Ера Альтрона», «Людина-мураха» |
| 2016      | «Перший месник: Протистояння», «Чорна вдова», «Чорна пантера», «Людина-павук: Повернення додому» |
| 2016–2017 | «Доктор Стрендж» |
| 2017      | «Тор: Раґнарок» |
| 2018      | «Людина-мураха та Оса», «Месники: Війна нескінченності» |
| 2023      | «Месники: Завершення», «ВандаВіжен» |
| 2024      | «Шан-Чі та легенда десяти кілець», «Сокіл та Зимовий солдат», «Людина-павук: Далеко від дому», «Людина-павук: Додому шляху нема», «Вічні», «Доктор Стрендж у мультивсесвіті божевілля», «Соколине око» |
| 2025      | «Жінка-Галк: Адвокатка», «Місячний лицар», «Чорна пантера: Ваканда назавжди», «Міз Марвел», «Тор: Любов і грім», «Нічний вовкулака», «Вартові галактики: Святковий спецвипуск»                         |

## Культурний вплив

### Вплив на інші студії

#### DC Entertainment та Warner Bros. Pictures
У жовтні 2012 року, після своєї законної перемоги над Джо Шустером за право володіння правами на Супермена, Warner Bros. Pictures оголосила про те, що вона планує просунутися у своєму довгоочікуваному фільмі Ліга Справедливості, об'єднавши таких супергероїв DC Comics, як Бетмен, Супермен і Диво Жінка. Передбачалося, що компанія прийме протилежний підхід від Marvel, випустивши окремі фільми для персонажів, після того, як вони з'являться в об'єднаному фільмі. Випуск Людина зі сталі у 2013 році повинен був стати початком нової загального всесвіту для DC, «заклавши основу для майбутнього виходу фільмів на основі DC Comics». У 2014 Warner Bros. оголосила випуск фільмів, аналогічно Disney і Marvel затвердивши дати фільмів на кілька років вперед. У тому ж році генеральний директор DC Джефф Джонс заявив, що «телевізійні серіали »Стріла" і «Флеш» матимуть окремий всесвіт від фільмів DC, пізніше, пояснивши, що — «ми дивимося на нього як на мультивсесвіт. У нас є свій телевізійний всесвіт і наш всесвіт, але всі вони співіснують. Для нас, творчо, мова йде про те, щоб дозволити кожному зробити кращий продукт, розповісти кращу історію, зробити кращий світ. У всіх є своє бачення і ви дійсно хочете, щоб було злиття (…). Це просто інший підхід [від Marvel]».
В травні 2016 року, Warner Bros. дав контроль над Розширеним всесвітом DC Джонсу і виконавчому Джону Бергу в спробі «уніфікувати розрізнені елементи фільмів DC» і наслідувати успіх Marvel. Ці двоє були зроблені продюсерами на фільм Ліга Справедливості, крім участі Джонса в декількох «сольних» фільмах, таких як постпродукція Загін самогубців або процес створення сольного фільму про Бетмена. Після успішного випуску Диво-жінка в червні 2017 року DC вирішила почати оскаржувати загальний характер своїх фільмів, а президент DC Entertainment Діана Нельсон заявила: «Наш намір, безумовно, просуватися вперед, використовуючи можливості, щоб допомогти переконатися, що ніщо не розходиться таким чином, що це не має сенсу, але немає ніякої наполегливости щодо загальної сюжетної лінії або взаємозв'язку в цьому всесвіті … Рухаючись вперед, ви побачите, що універсальна кінострічка DC — це всесвіт, але такий, який виходить з серця творця фільму, який їх створює». Крім того, DC почав фокусуватися на фільмах, "повністю відокремлених від решти, встановлених повністю поза «Розширеним всесвітом DC» як частина нової мітки, причому перша зосереджена на Джокері.

#### Sony Pictures
У лютому 2015 року Sony Pictures і Marvel Studios оголосили про те, що франшиза Людини-павука буде знову перезапущена новим фільмом, який буде спродюсований Файгі та Паскаль і вийде 07 липня 2017 року. Фільм вийде після того, як персонаж стане частиною кіновсесвіту Marvel і з'явиться в одному із його фільмів. Компанія Sony Pictures продовжить фінансувати картини про Людину-павука і займатися їх дистрибуцією, а також прийматиме підсумкові креативні рішення. Marvel Studios буде також розглядати можливості для інтеграції інших персонажів кіновсесвіту Marve
l в майбутніх фільмах про Людину-павука. З цим оголошенням, продовження до «Нова Людина-павук 2. Висока напруга» були скасовані, а фільми-спінофи, засновані на Зловісній шістці, Веномі та жіночих персонажах всесвіту Людини-павука, «рухаються далі», хоча і без участі Файгі.

### Академія
У вересні 2014 року Університет Балтимору оголосив навчальний курс, який розпочнеться у весняному семестрі 2015 року, що обертається навколо «Кіновсесвіту» Marvel, викладач Арнольд Т. Блумберг. «Media Genres: Media Marvels» аналізує «як серія Marvel пов'язаних між собою фільмів та телевізійних шоу, а також пов'язані ЗМІ та коміксів та Мономіф Джозефа Кемпбелла „Подорож Героя“, пропонують важливі уявлення про сучасну культуру», а також зусилля Marvel, "щоб створити життєдайний всесвіт сюжетних ліній, персонажів та їх передісторії